# 阿莫爾戈斯
阿莫尔戈斯（希臘語：Αμοργός）是希腊南愛琴大區纳克索斯专区的市镇，行政中心为阿莫尔戈斯村。市镇面积为126.35平方公里，2021年人口数量为1,961人。
此市镇包括整个阿莫爾戈斯島及周边诸多小岛，这些岛屿是基克拉泽斯群岛中的一部分。

## 人口数据
| 年份 | 同名社区 | 整个市镇 |
| ---- | -------- | -------- |
| 1981 | 353      | –        |
| 1991 | 330      | 1,632    |
| 2001 | 427      | 1,852    |
| 2011 | 409      | 1,973    |
| 2021 | 446      | 1,961    |